# George Canning (politicus)
George Canning (Marylebone, Londen, 11 april 1770 - Chiswick, 8 augustus 1827) was een Brits Tory-politicus en eerste minister. 

## Levensloop

### Jeugd
Canning werd geboren in een Engels-Iers gezin. Hij was de enige van de drie kinderen die zijn kindertijd overleefde. Zijn vader George was een advocaat die artikels, pamfletten en poëzie schreef en wijnhandelaar. Toen zijn wijnhandel failliet ging, belandde hij in de armoede. In 1771 stierf zijn vader, toen George één jaar oud was. Zijn moeder, die actrice was, ging daarna op stage naar Londen, waarna ze door het land toerde. Ze leefde vanaf dan samen met acteur Samuel Reddish, met wie ze vijf kinderen kreeg. Later huwde ze met Richard Hunn en kreeg met hem ook vijf kinderen. 
Na de dood van zijn vader verzorgde een welvarende oom zijn opleiding. Tot zijn twaalfde volgde hij onderwijs aan de Hyde Abbey School in de buurt van Winchester. Vervolgens studeerde hij aan het Eton College en daarna aan de Christ Church van de Universiteit van Oxford. In 1791 haalde hij zijn eerste diploma en in 1794 studeerde hij af. Na het behalen van zijn diploma kon Canning door zijn beperkte financiële middelen niet door Europa reizen, zoals in die tijd de gewoonte was. Daarom ondernam hij slechts een korte reis door Nederland en Brussel. In september 1791 schreef zich als advocaat in bij het gerechtshof Lincoln's Inn, maar werd nooit naar de balie geroepen. 
In de jaren 1780 werd Canning door zijn oom voorgesteld aan verschillende Whig-kopstukken zoals Charles James Fox, Edmund Burke en Richard Sheridan en werd lid van de partij. Begin jaren 1790 vond hij echter dat sommige Whigs te radicale ideeën kregen en te veel sympathiseerden met de Franse Jakobijnen. Hij was een tegenstander van de revolutionaire ontwikkelingen in Frankrijk en was tegen parlementaire hervormingen in Groot-Brittannië. Om deze reden keerde hij de Whigs de rug toe. 
In augustus 1792 schreef Canning een brief aan eerste minister en Tory-leider William Pitt de Jongere waarin hij een onderhoud aanvroeg. Bij dit onderhoud beloofde Pitt een parlementszetel aan Canning en Canning trad vervolgens toe tot de Torypartij.

### Politieke loopbaan
In juni 1793 werd hij met de steun van Pitt voor Newtown verkozen in het House of Commons en hield er in januari 1794 zijn eerste toespraak. Vervolgens werd hij in januari 1796 staatssecretaris van Buitenlandse Zaken onder minister Lord Grenville, wat hij bleef tot in 1799. In 1799 verliet hij de regering om commissaris bij de Handelsraad voor India te worden, wat hij bleef tot in 1800. Daarna was hij van 1800 tot 1801 penningmeester van het Leger.
In juli 1800 huwde hij met de rijke erfgename Joan Scott. Het was een gelukkig huwelijk waarin vier kinderen geboren werden. In maart 1820 overleed echter zijn oudste zoon. Canning gebruikte het fortuin van zijn vrouw vooral voor eigendommen, verkiezingskosten en om zijn schulden voor zijn huwelijk, de gokschulden van zijn zoon en algemene kosten te kunnen betalen.
Nadat Pitt in maart 1801 ontslag nam als premier, verliet Canning de regering en weigerde in de regering van Henry Addington te stappen. Toen Pitt in 1804 weer premier werd, werd hij tot in 1806 schatbewaarder van de Marine. Na de dood van Pitt weigerde hij om in de regering van Lord Grenville te stappen.
In 1808 werd hij minister van Buitenlandse Zaken in de regering van de hertog van Portland, wiens zoon een schoonbroer was van zijn vrouw. In deze functie stuurde hij de Britse vloot naar Denemarken om de Deense vloot aan te vallen. Dit deed hij omdat hij dacht dat Napoleon deze vloot wou gebruiken om Engeland binnen te vallen. Ook onderhandelde hij vriendschapsverdragen met Portugal en Spanje. 
Hij kwam echter in conflict met minister van Oorlog Castlereagh omdat hij vond dat die zijn functie misbruikte en weigerde nog langer met hem in de regering te zitten. In april 1809 schreef hij een brief aan Portland waarin hij dreigde ontslag te nemen als minister van Buitenlandse Zaken als Portland Castlereagh niet uit de regering zette. Portland gehoorzaamde Canning, maar weigerde Castlereagh te informeren van Cannings brief. Toen Castlereagh ontdekte dat Canning probeerde om hem uit de regering te krijgen, daagde Castlereagh hem uit voor een duel. Bij dit duel geraakte Canning gewond aan de wang, maar zowel Castlereagh als Canning bleven lid van de regering.
Nadat Portland eind september 1809 om gezondheidsproblemen ontslag nam, vroeg hij aan koning George III om de nieuwe premier te mogen worden. De koning weigerde Canning echter tot premier te benoemen en verkoos Spencer Perceval. Canning weigerde echter minister te worden onder Perceval en verdween daarom uit de regering.
In juni 1812 diende hij in het parlement een wetsvoorstel in om de katholieke emancipatie te bevorderen. Eén maand later weigerde hij echter om minister van Buitenlandse Zaken te worden in de regering van Liverpool. Vervolgens werd hij in 1814 ambassadeur in Lissabon, wat hij bleef tot in de herfst van 1815. Vervolgens werd hij in 1816 voorzitter van de Controlekamer, wat hij bleef tot in december 1820. Hij nam ontslag omdat hij weigerde betrokken te worden in het proces van koningin Caroline, die door haar echtgenoot koning George IV beschuldigd werd van overspel. Canning was namelijk een persoonlijke vriend van de koningin.
In april 1822 aanvaardde hij het om gouverneur-generaal van India te worden, omdat hij opnieuw in de armoede dreigde terecht te komen. Hij heeft de functie echter nooit uitgeoefend. Na de zelfmoord van Castlereagh kwam in augustus 1822 namelijk het ministerschap van Buitenlandse Zaken vrij en hij besloot om weer minister van Buitenlandse Zaken te worden. Hij bleef dat tot in april 1827, toen premier Liverpool na een beroerte ontslag nam. Als minister van Buitenlandse Zaken steunde hij de onafhankelijkheid van de Spaans-Amerikaanse kolonies en was hij ook een voorstander van de Monroedoctrine.

### Premierschap
Op 12 april 1827 werd Canning benoemd tot de nieuwe premier. Omdat zeven ministers de regering verlieten, moest Canning onderhandelingen beginnen met Whigleider Lord Lansdowne om een coalitieregering te vormen, waarin hij slaagde. Als premier verzette hij zich tegen verdere parlementaire hervormingen.
Toen Canning premier werd, was hij al ernstig ziek. In januari 1827 had hij hevig kou gevat bij de begrafenis van de hertog van York en kreeg daarna meerdere long- en leverontstekingen. Hij herstelde niet meer en overleed op 8 augustus 1827, na 119 dagen minister-president geweest te zijn, in functie. Hiermee was hij tot 20 oktober 2022, toen Liz Truss na 45 dagen premierschap aftrad, de kortst zittende premier.